# Chiesa di San Giuliano (Barbania)
La chiesa di San Giuliano è la parrocchiale di Barbania, nel Canavese, in città metropolitana ed arcidiocesi di Torino. L'edificio presenta significative qualità architettoniche ed artistiche riconducibili al Barocchetto piemontese e si identifica come tipica del modo di procedere alla realizzazione ed alla decorazione di una parrocchia paesana piemontese, rivelandosi un eccellente esempio di laboratorio artistico con radici storiche evidenti e documentate.

## Storia
Barbania, fondata dai Salassi, era strategicamente poco interessante per le mire espansionistiche romane: pertanto anche la sua cristianizzazione venne trascurata. Solo agli inizi del VII secolo i monaci di San Colombano giunsero in Canavese ed iniziarono la predicazione, ottenendo l'insediamento del cristianesimo nel villaggio: ciò avvenne anche grazie alla proposta di una figura di santo con una storia abbastanza convincente da spingere gli abitanti a convertirsi ad una nuova fede. Queste caratteristiche erano presenti nella figura di Giuliano di Brioude, le cui origini transalpine lo rendevano meglio accetto di un latino alla popolazione locale ed il cui culto cade a fine agosto, andando così a sovrapporsi ad una festività celtica preesistente.
La data in cui questa chiesa fu fondata è ignota, ma si può ipotizzare che sia stata antecedente al 1016, anno di fondazione delle chiese di Front e Rivarossa, due dei centri più vicini a Barbania.

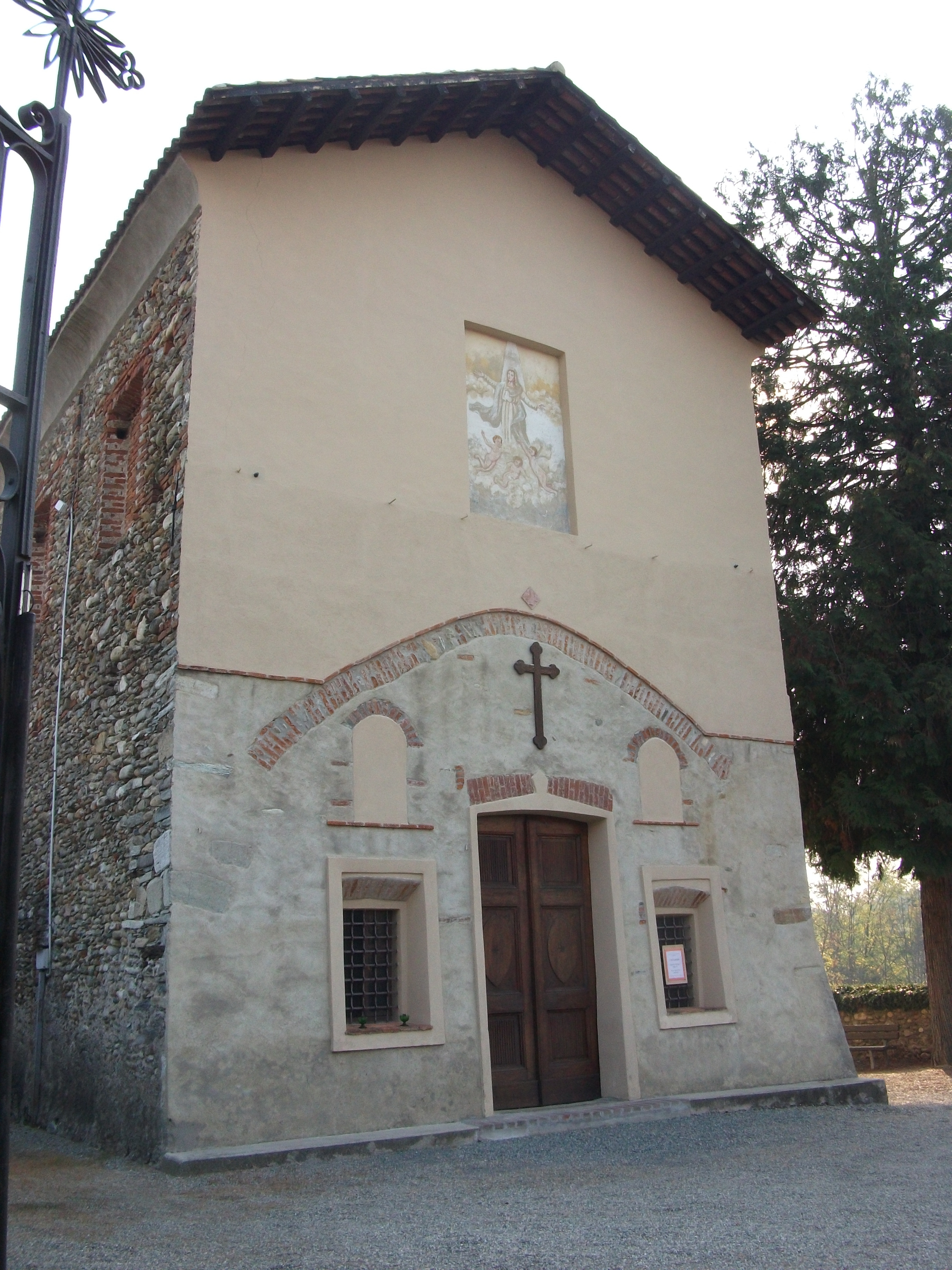
Chiesa di Santa Maria in Rucha Vetere

Il primo documento in cui si cita l'edificio è un manoscritto del 1228 in cui viene precisato che la chiesa era appartenente ai feudi del vescovo d’Ivrea. Infatti Barbania, che oggi fa parte della diocesi di Torino, fino al XVIII secolo era invece sotto quella eporediese.
La prima visita pastorale a Barbania fu compiuta per volere del vescovo di Ivrea Avogadro de Palayno, il 14 agosto 1329; nella relazione si legge sia della parrocchia di San Giuliano che di quella di Santa Maria in Rucha Vetere, entrambe curate da un sacerdote. In tale anno l'attuale parrocchiale era poco più di una cappella a una sola navata, in buono stato ma male ornata e con la canonica a rischio di crolli, non essendo neppure realizzata in muratura; l'altra chiesa (oggi detta dell'Assunta),definita antiquissima, era in muratura e orientata lungo l'asse est-ovest. Ciò fa supporre che potesse essere stata precedentemente un santuario celtico, diversamente dalla parrocchia di San Giuliano, che è invece orientata da nord verso sud essendo nata già come chiesa cristiana.
In un altro documento in pergamena del 1364 si cita una donazione a favore della chiesa parrocchiale.

## Evoluzione architettonica
Un'informativa del 1766 specifica che la chiesa fu rinnovata ed ampliata nel 1660, trasformandola da semplice cappella in una vera chiesa; in una pubblicazione del 1903 il parroco don Pugnetti afferma che fino al 1874 sulla facciata era leggibile un'iscrizione attestante che nel 1600 la chiesa aveva la sola navata centrale; il resoconto della Visita Vescovile del 1669 conferma che la chiesa era stata costruita dai paesani stessi e si presentava in ottime condizioni.

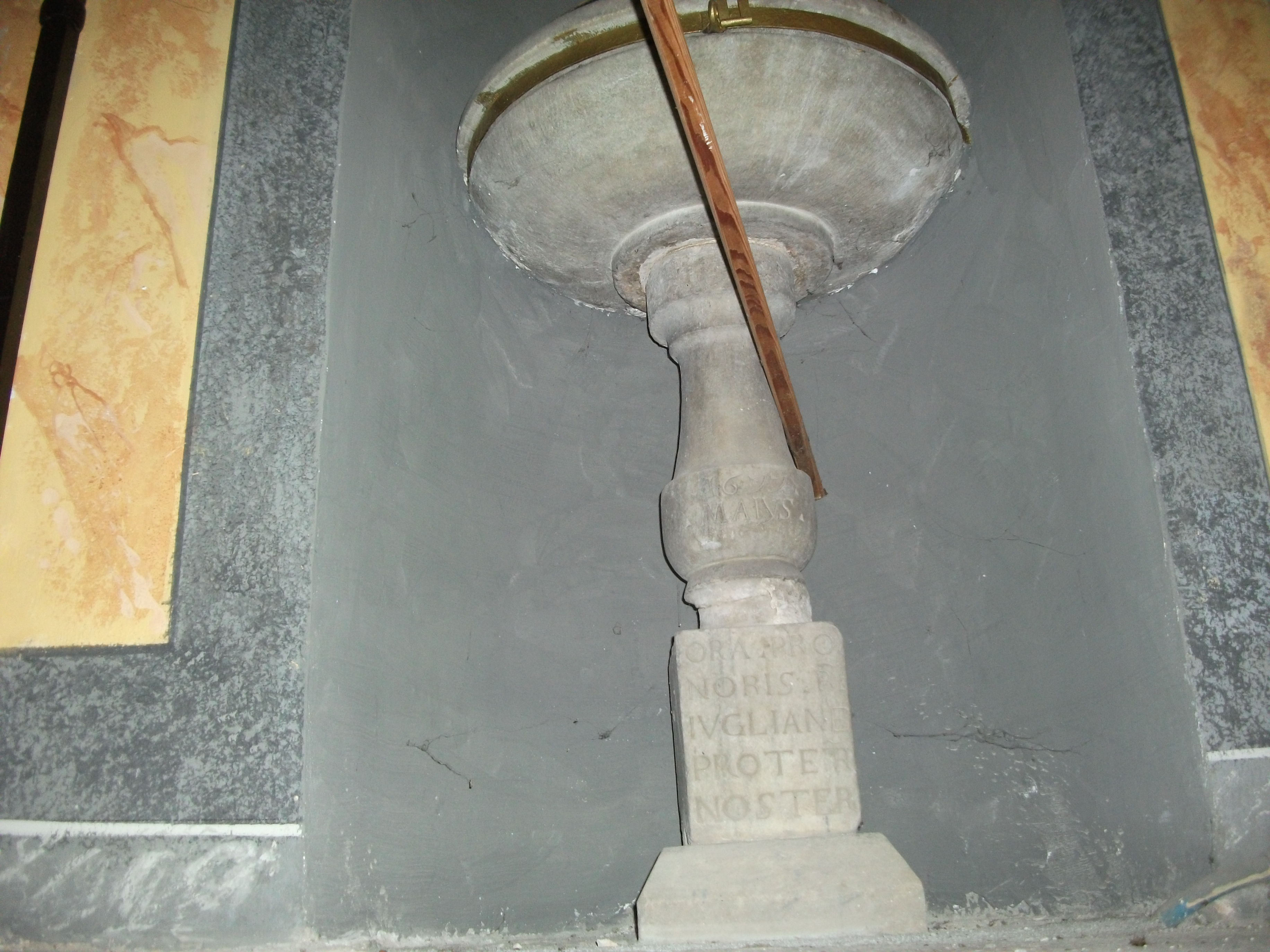
Fonte battesimale del 1667.

L'impegno delle comunità nella realizzazione delle loro parrocchie era una prassi abbastanza comune in Canavese: realizzare comunitariamente gli edifici religiosi mediante corvé che coinvolgevano tutta la popolazione rispondeva alle indicazioni del Concilio di Trento
Dopo una serie di intemperie, la chiesa venne nuovamente restaurata dalla comunità nel 1672 e nel 1675 il Municipio si fece carico di costruire un altare maggiore ligneo, il pavimento della chiesa, una sacrestia ed una grande tomba. La struttura muraria dell'altare (non più esistente) fu realizzata dallo stuccatore luganese Antonio Peri.
Nello stesso intervento venne realizzato anche il pregevole fonte battesimale che reca incisa sul piedistallo la data 1677 e la preghiera Ora pro nobis s. Iuliane protetr noster.Probabilmente è coevo anche il piccolo campanile si trova tutt'oggi sul lato orientale della chiesa. In un archivio parrocchiale (ora andato perduto) si riportava la notizia di un fulmine caduto il 13 agosto 1703, che avrebbe danneggiato gravemente il tetto e incendiato gli interni. Seguì pertanto un restauro, durante il quale venne anche costruito sul sagrato l'oratorio di San Rocco, per volontà dell'omonima Confraternita. In questo periodo la torre-porta d'accesso al paese fortificato iniziò ad essere utilizzata come campanile, sebbene distante dalla chiesa. Mantenne la funzione fino agli anni '50; per questo la costruzione è nota ancora oggi col nome canavesano di Ciocher, ossia appunto 'campanile'.
Grazie alle successive visite pastorali, sappiamo che la chiesa era composta di sette archi ornati di lesene, zoccolo e capitello, e che lungo i fianchi dell'edificio si trovavano sei lunette laterali con gli altari minori. Il tutto era decorato con molti stucchi. Fino al 1775 la chiesa ha un'unica navata, soffitto e volta imbiancate e pavimento in laterizio, ma il vescovo la considera troppo angusta e suggerisce di ampliarla. Lo testimonia un affresco realizzato nel 1751 all'interno del Palazzo Vescovile di Ivrea dal pittore ortese Luca Rossetti, che raffigura le parrocchie che fanno capo alla diocesi di Ivrea: tra queste appare anche quella di Barbania. Nel 1805 la parrocchia, passata alla diocesi di Torino, risulta finalmente composta da tre navate: l'antico oratorio di San Rocco è stato demolito e si trova in una cripta sotto la navata sinistra. Scrive il Bertolotti che la Confraternita di San Rocco commissionò i lavori per la cripta, con progetto dell'architetto sanmauriziese Lodovico Bò. Un recente studio ha chiarito come Bo abbia elaborato anche il progetto per la chiesa. Il capo mastro fu un certo Bartolomeo Ferrero.
Nel corso del XX secolo si susseguirono diversi restauri conservativi. Come si può notare osservando le cartoline, agli inizi del XX secolo l'aspetto della facciata era pressoché identico a quello attuale.
|  |  |  |

L'alto campanile di mattoni a destra dell'edificio risale al 1955: fu costruito per volontà di Orlando Cravotto come ex-voto.

## La facciata

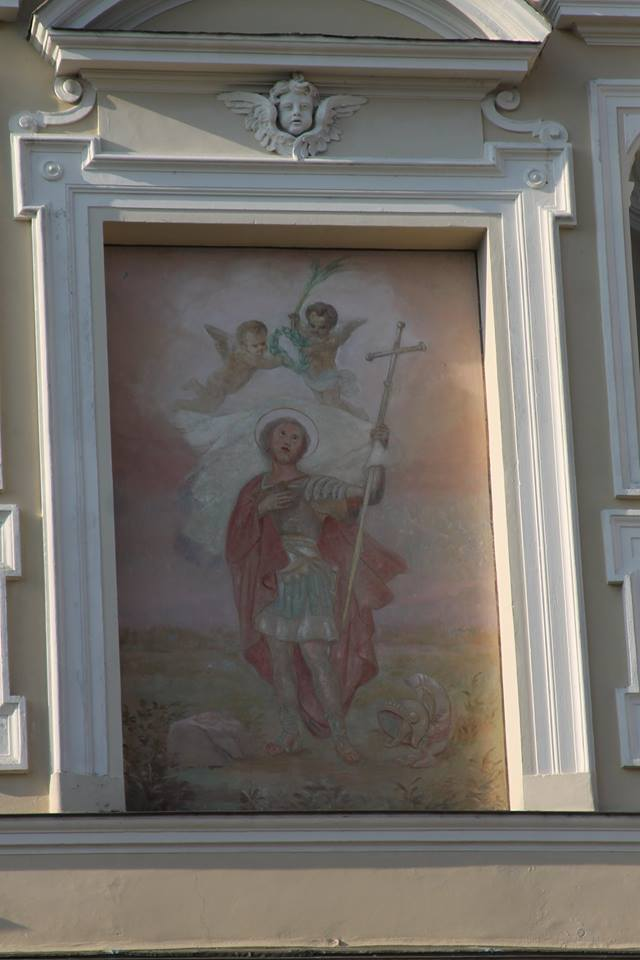
L'affresco centrale di Morgari

La facciata rispecchia lo stile e gli elementi caratteristici del periodo terminale del barocco in Piemonte, il barocchetto leggero. Assunse l'attuale aspetto nel 1874, a seguito di restauri.

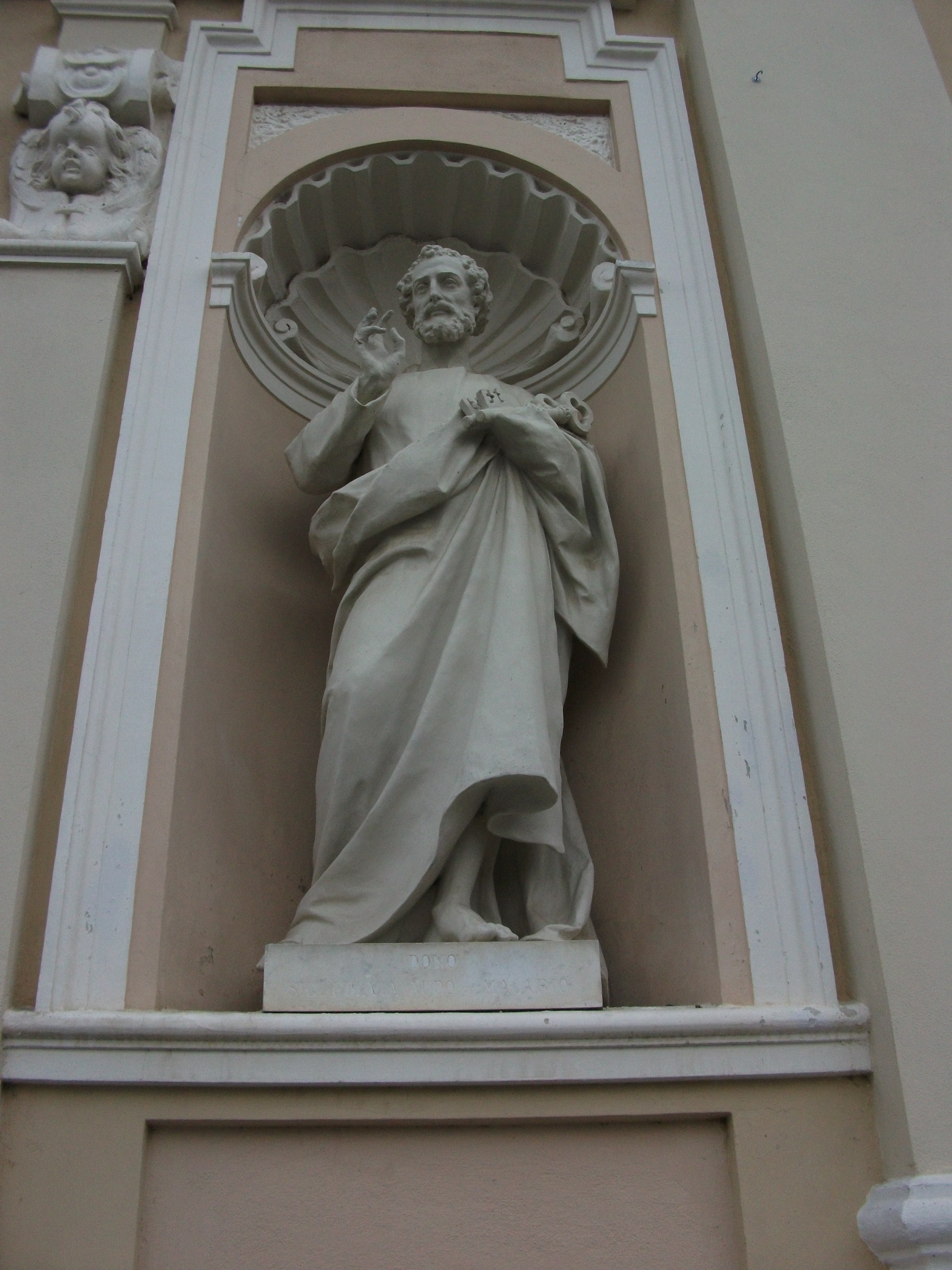
Statua di San Pietro

Partendo dal basso troviamo uno zoccolo marmoreo sormontato da lesene e paraste con capitelli, sormontate da un architrave bianco. Nella parte centrale del fregio appare la scritta DIVO IULIANO MARTIRI DICATUM.
Si accede all'interno attraverso un portone ligneo centrale e altri due minori in corrispondenza delle navate laterali. 
Sull'entrata principale si trovano un timpano spezzato e tre affreschi che raffigurano l'Annunciazione e Cristo risorto.
Nelle nicchie ai lati del portale sono ospitate le statue di San Pietro e San Paolo. Sopra le porte laterali vi sono due finestre a mezza luna rovesciata.
L'ordine superiore della navata centrale presenta al centro un affresco rettangolare con San Giuliano, opera di Rodolfo Morgari e le statue di San Carlo Borromeo e San Giovanni Battista. La facciata termina con un timpano triangolare, anch'esso affrescato da Morgari. Alle estremità delle navate laterali, sormontate da due vele triangolari (con due cherubini di Morgari), si ergono due torrette campanarie, ognuna dotata di una piccola campana.
Clemente Rovere, alacre disegnatore dei luoghi d'interesse piemontesi, nel 1840 realizzò tra gli altri due disegni della parrocchia, che appare abbastanza simile al suo aspetto attuale.
| Disegni di Clemente Rovere |

## Gli interni

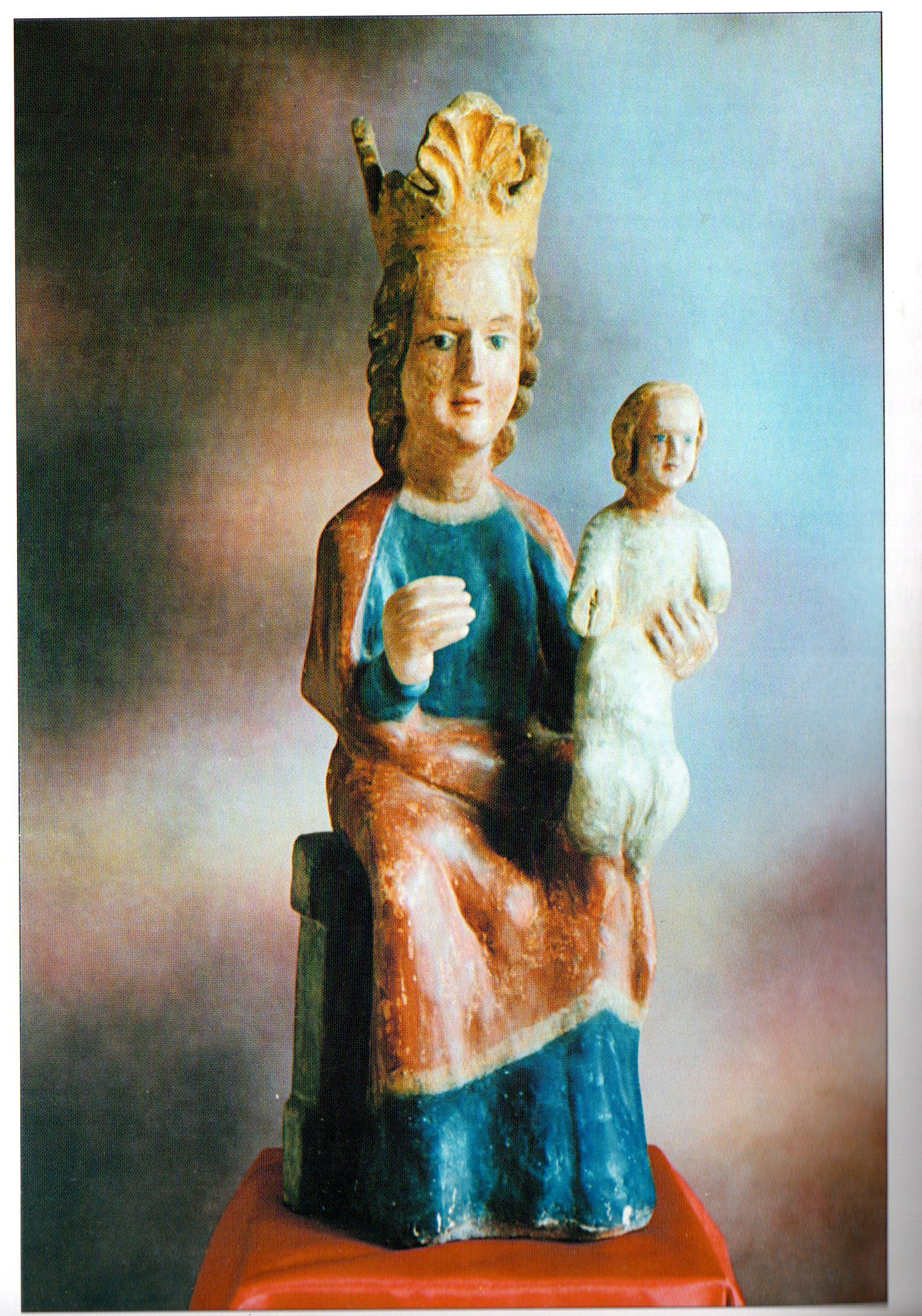
Statua lignea del XV secolo

Nel 1329 la chiesa era piccola e male ornata; intorno al XV secolo venne arricchita da una pregevole statua lignea policroma raffigurante la Madonna seduta col Bambino, ancor oggi conservata in sacrestia.

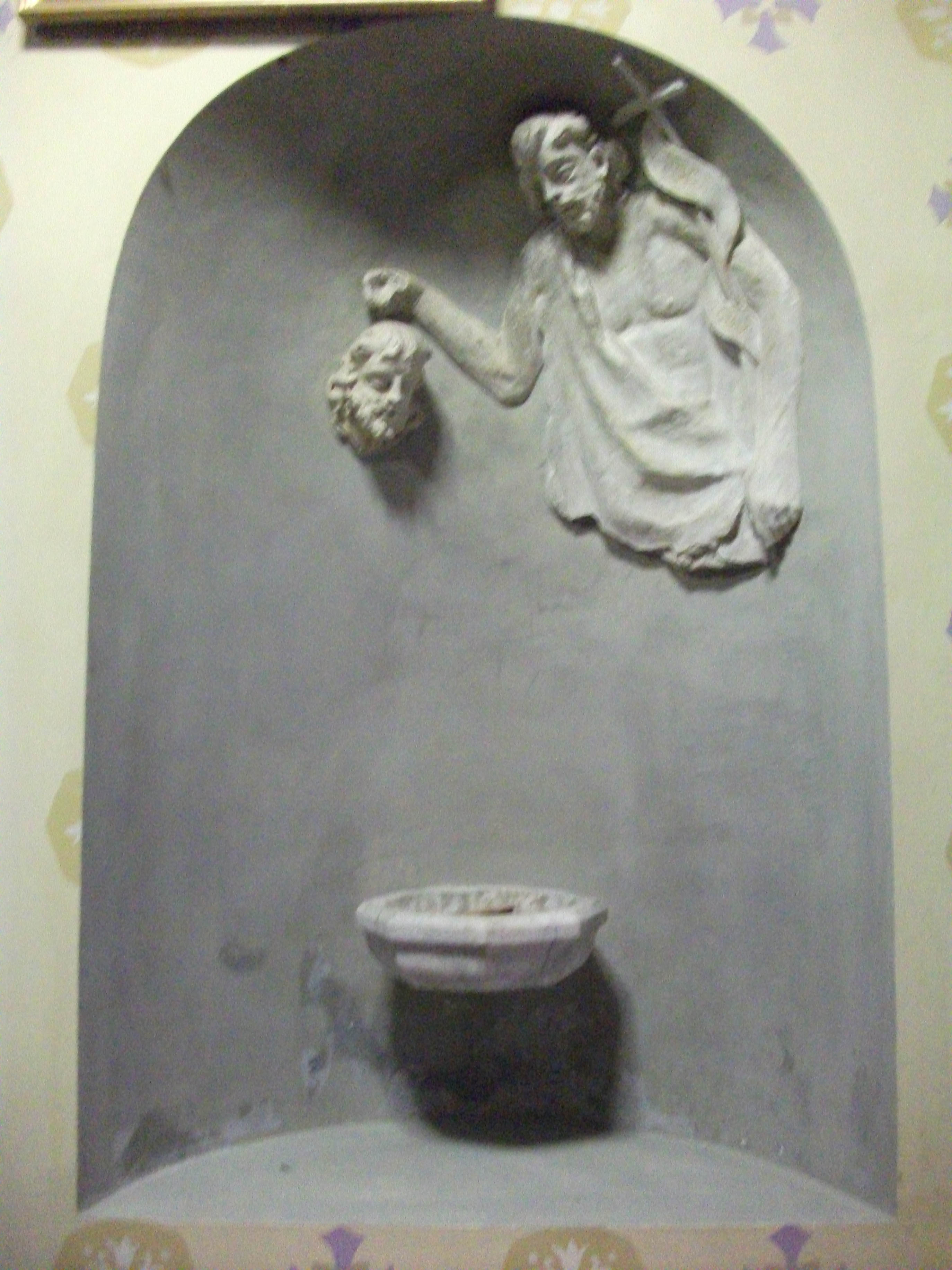

Recenti restauri hanno portato alla luce un bassorilievo in gesso, resti di un fonte battesimale con l'immagine di Giovanni Battista, già presente nella seconda metà del XVII secolo: infatti nella relazione della visita pastorale del 1669, conservata all'Archivio Vescovile di Ivrea, si parla di questo fonte. Osservando attentamente il nastro che si srotola dal bastone del Battista, sembrerebbe esservi incisa la scritta '160V', forse ad indicare, come possibile anno di realizzazione, il 1605. La posizione del bassorilievo presente a Barbania è coerente con la struttura che la parrocchia aveva all'epoca, ma non ci sono prove certe che si parli dello stesso fonte.
Risale allo stesso periodo la grande tela opera di Bartolomeo Caravoglia, rappresentante una Madonna con Bambino assisa tra le nubi e attorniata dagli angeli; a sinistra vi è San Giuliano e a destra San Grato vescovo d'Aosta.
La tela è firmata e datata nell'angolo in basso a destra, su un mattone del pozzo: Barto.s Cara[voglia] fecit. Anno 1676
Questa tela presenta il classico errore nell'iconografia di San Giuliano: sull'armatura romana del santo di Brioude campeggia una grande croce tebea. La colpa dell'errore è rintracciabile nell'ordinativo della committenza, che richiese esplicitamente di dipingere S. Giuliano Thebano. Per lungo tempo, infatti, il patrono barbaniese veniva confuso con un omonimo, membro della Legione tebana, il culto della quale è molto sentito in Canavese. Ciò ha creato molte incongruenze nell'iconografia del santo presente a Barbania.
Secondo alcuni storici locali gli affreschi della volta nella navata centrale sarebbero stati realizzati nel 1868 dal pittore Luigi Hartman e la facciata affrescata da Rodolfo Morgari.
Per realizzare l'immagine del Padre Eterno benedicente sul timpano, il Morgari si sarebbe ispirato ad un'immagine di Overbeck
All'interno della chiesa vi sono altri due affreschi comunemente attribuiti alla mano di Morgari: quello della sacrestia e quello dell'altare di San Carlo Borromeo.
Nel 1828 il falegname barbaniese Giovanni Battista Audo Gianotto costruì la bussola della porta.
|  |  |  |  |

Nel 1883 iniziarono i restauri degli interni della chiesa per opera di maestranze piemontesi e degli stessi parrocchiani, ricordati da un'iscrizione presente sulla navata sinistra:
. Tra i benefattori anonimi vi erano sicuramente il barone Bianco e don Bosco.
Gli interni furono decorati da Davide Ortoni, già al fianco di Luigi Hartman (che affrescò la volta della parrocchia barbaniese) tra il 1856 e il 1859, quando si occupò di realizzare gli ornati per la decorazione della chiesa di Santa Maria Nuova di Lu, nel Monferrato. Allo stesso cantiere prese parte anche Pietro Cantoni, autore degli stucchi in rilievo della chiesa barbaniese insieme a Giuseppe Tami, che si occupò degli stucchi lucidi: quest'ultimi due erano svizzeri, di Mugena nel Canton Ticino.
Il pavimento fu realizzato con mattonelle colorate della Ditta Ghilardi di Bergamo, le dorature sono opera della ditta torinese di Giovanni Minoja e gli zoccoli marmorei di Rizzi e Bosco.
Sull'altare laterale di San Carlo è collocato un quadro di Costantino Sereno che rappresenta la scena della venerazione, commissionato al Sereno dal barone Carlo Giacinto Bianco, gentiluomo di bocca di Carlo Felice di Savoia, negli anni sessanta del XIX secolo.
L'altare laterale della Vergine di Lourdes presenta, ai lati della statua, due tavole raffiguranti San Gioachino e Sant'Anna, opera di Luigi Morgari, nipote di Rodolfo Morgari.
| Costantino Sereno, La Venerazione | Trittico con tavole di Luigi Morgari |